# Allemands de la Vistule
Les Allemands de la Vistule étaient un groupe ethnique allemand qui s'est installé dans la région de la Vistule moyenne, au sud de Varsovie et jusqu'à l'est de Toruń, sur le territoire de la Pologne actuelle. L'histoire de la colonisation allemande de la région commencéeau XVIe siècle (avec l'arrivée des « Hollandais ») et s'est terminée avec l'expulsion des Allemands de la Vistule en 1945. Les quelque 25 000 Allemands de la Vistule vivaient dans 74 villages et 200 hameaux dans les plaines de la Vistule et dans quelques colonies filles dans la vallée voisine du Bug. La plus grande zone germanophone contiguë était l'« île linguistique d'Iłów », où vivaient plus de 7 000 Allemands répartis dans 40 villages de plaine. Cette zone s'étendait le long de la Vistule dans la zone autour de la ville d'Iłów sur environ 35 kilomètres et avait en moyenne 5 kilomètres de large.

## Histoire
La colonisation allemande a commencé après la Grande Guerre du Nord (1700-1721), le long de la Vistule, au sud-est de Toruń. Au fil du temps, de plus en plus de colonies ont été fondées à l’est des colonies d’origine. Une grande partie de la région des eaux de la Vistule passa sous domination prussienne en 1793, intégrant les provinces de Prusse-Méridionale et de Nouvelle-Prusse-Orientale. Après les guerres napoléoniennes, le territoire du duché de Varsovie devient une partie de la Pologne du Congrès, sous domination russe. Pendant la domination russe, l’immigration allemande s’est poursuivie. Les colons allemands se sont installés principalement dans des communautés existantes, mais aussi dans de nombreuses nouvelles, de sorte qu'avant la Première Guerre mondiale, on pouvait recenser plus de 3 000 villages avec des habitants allemands. Certains villages allemands de la région étaient identifiés par l'adjectif Olędrzy (« Hollandais ») ou Niemiecki, qui signifie « allemand » en polonais (par exemple Kępa Niemiecka). On distinguait les villages peuplés d'Allemands des villages polonais de la même région (le village polonais pourrait avoir l'adjectif Polski (par exemple Kępa Polska )). Après la Seconde Guerre mondiale, l'adjectif a souvent été abandonné en raison de sentiments anti-allemands ou remplacé par des termes tels que Nowe (nouveau). Néanmoins, certains villages ont conservé leur ancien nom jusqu'à aujourd'hui.

## Liens Web
- Généalogie allemande le long de la Vistule (en anglais)
- La carte Breyer des colonies allemandes en Pologne centrale (en allemand)
- Carte des colonies allemandes en Pologne centrale (en allemand)